# Шаткона

Герб Кагоме; шестикутна зірка

Шаткона (санскр. षट्कोण; IAST ṣaṭkoṇa) — символ, що використовується в індуїстській янтрі; «шестикутна зірка» складається з двох трикутників, що з'єднані між собою; верхній означає Шиву, Пурушу, нижній — Шакті, Пракріті. Їхній союз народжує Кумару (Картікею), чиє священне число — шість. Шаткона представляє як чоловічу, так і жіночу форму, як символ божественного союзу чоловічого і жіночого начал і як джерело всього творіння; точніше кажучи, вона повинна представляти Пурушу (вищу істоту) і Пракріті (матір-природу, або причинну матерію). Часто його представляють як Шиву/Шакті. Часто згадують, що Шаткона є символом індуїстського божества, відомого як Кумара (і під багатьма іншими іменами).
Шаткона є гексаграмою і асоціюється з сином Шиви і Шакті, Картікеєю.
Стилістично вона ідентична єврейській зірці Давида і японському гербу Каґоме.